# Aspila inflata
Aspila inflata là một loài bướm đêm trong họ Noctuidae.